# Arachnocolus phillipsi
Arachnocolus phillipsi är en dagsländeart som beskrevs av Towns och Peters 1979. Arachnocolus phillipsi ingår i släktet Arachnocolus och familjen starrdagsländor. Inga underarter finns listade i Catalogue of Life.